# Liste des vainqueurs des prix Ig Nobel
Parodie des Prix Nobel, les prix Prix Ig-Nobel sont décernés chaque année en septembre à dix recherches scientifiques qui « font d'abord rire les gens, puis les font réfléchir ».
Voici la liste des vainqueurs des prix Ig Nobel de 1991 à 2024.

## Prix décernés en 1991
- Chimie : Jacques Benveniste, chercheur français à l'INSERM et correspondant permanent de Nature, pour sa conviction tenace que l'eau est un liquide intelligent — la mémoire de l'eau — et pour avoir démontré de manière selon lui satisfaisante que l'eau est capable de retenir des événements bien après la disparition de toute trace de ces événements.
- Éducation : J. Danforth Quayle, homme politique américain, pour avoir démontré mieux que quiconque le besoin d'une éducation nationale.
- Biologie : Robert Klark Graham, sélectionneur de graines et prophète de la théorie de la propagation, pour le développement d'une banque du choix de semence, une banque du sperme qui n'accepte que des Prix Nobel et des champions olympiques.
- Économie : Michael Milken, personnalité importante de Wall Street et père des obligations pourries, auprès de qui le monde est endetté.
- Littérature : Erich von Däniken, raconteur visionnaire et auteur de Présence des extraterrestres, pour avoir expliqué comment la civilisation humaine a été influencée par d'anciens astronautes extra-terrestres.
- Paix : Edward Teller, père de la bombe à hydrogène et amateur du système d'armes « guerre des étoiles », pour avoir consacré sa vie à changer la signification du mot « paix ».
- Médecine  : Alan Kligerman pour sa lutte contre les gaz intestinaux, notamment sous la forme du produit Beano à base d'enzymes.
- Physique  : Thomas Kyle pour la découverte de l'élément le plus lourd de l'univers, l'Administratium.
- Technologie pédestre  : Paul DeFanti, « sorcier des structures et croisé de la sécurité publique », pour son invention d'un casque destiné à protéger la tête des piétons et à les aider à garder leur calme.
- Recherche interdisciplinaire  : Josiah Carberry pour ses travaux en psychocéramique, l'étude des pots cassés (en anglais cracked pots, un calembour avec le mot crackpot, qui désigne une personne excentrique, folle ou stupide).

## Prix décernés en 1992
- Archéologie : Les Éclaireuses Éclaireurs de France, pour avoir effacé les peintures rupestres de la grotte de Mayrière supérieure, près du village de Bruniquel.
- Économie : Les investisseurs de la Lloyd's of London, héritiers de 300 ans de gestion prudente, pour leur tentative d'assurer le désastre en refusant de payer les pertes de leur compagnie.
- Médecine : F. Kanda, E. Yagi, M. Fukuda, K. Nakajima, T. Ohta et O. Nakata du Shiseido Research Center de Yokohama, pour leurs travaux précurseurs sur « l'élucidation des Composants chimiques Responsables des Mauvaises Odeurs des Pieds », et particulièrement pour avoir conclu que les personnes pensant puer des pieds en puent, et ceux que ne le pensent pas n'en puent pas[3].
- Biologie : Cecil Jacobson (en), généreux donateur de sperme inépuisable, et patriarche prolifique de la banque de sperme, pour avoir mis au point une méthode simple et solitaire de contrôle de qualité.
- Chimie : Ivette Bassa, fabricante de colloïdes colorés, pour son rôle dans la plus grande réussite de la chimie du XXe siècle, la synthèse de Jell-O bleu clair.
- Physique : David Chorley et Doug Bower, pour leur contribution circulaire à la théorie des champs basée sur la destruction géométrique de terres cultivées anglaises.
- Paix : Daryl Gates, ex-chef de la police de San-Francisco, pour sa méthode unique et fascinante pour rassembler les gens.
- Nutrition : Les consommateurs de corned-beef, pour en avoir digéré pendant 54 ans.
- Littérature : Yuri Struchkov, auteur de l'Nesmeyanov Institute of Organoelement Compounds (en), pour les 948 publications scientifiques dans lesquelles il est crédité, publiées entre 1981 et 1990, soit en moyenne plus d'une tous les 3,9 jours.
- Art : décerné conjointement à Jim Knowlton, homme de la renaissance moderne, pour son affiche d'anatomie classique « Pénis du règne animal », et au National Endowment for the Arts pour avoir encouragé M. Knowlton à étendre son travail sous la forme d'un livre animé.

## Prix décernés en 1993
- Économie : Ravi Batra de l'université méthodiste du Sud, économiste et auteur des best-sellers La grande dépression de 1990 et Survivre à la grande dépression de 1990, pour avoir vendu suffisamment de livres pour, à lui seul, empêcher l'effondrement de l'économie mondiale.
- Paix : À la compagnie Pepsi-Cola des Philippines, pour avoir sponsorisé un concours pour faire un millionnaire, puis annoncé un faux numéro gagnant, incitant et unissant ainsi 800 000 candidats vainqueurs dans la protestation, et rassemblant plusieurs factions armées pour la première fois de l'histoire du pays.
- Littérature : E. Topol, R. Califf, F. Van de Werf, P. W. Armstrong, et leurs 972 coauteurs provenant d'Allemagne, Australie, Belgique, Canada, Espagne, États-Unis, France, Irlande, Israël, Luxembourg, Nouvelle-Zélande, Pays-Bas, Pologne, Royaume-Uni, Suisse, pour avoir publié un article de recherche médicale qui a cent fois plus d'auteurs que de pages dans The New England Journal of Medicine[4].
- Mathématiques : Robert Faid de Greenville, Caroline du Sud, voyant en statistiques, pour avoir calculé les chances exactes (710 609 175 188 282 000 contre 1) que Mikhaïl Gorbatchev soit l'Antéchrist.
- Physique : Corentin Louis Kervran (France), admirateur de l'alchimie, pour sa conclusion que le calcium des coquilles d'œufs de poulet est créé par un processus de fusion froide.
- Médecine : James F. Nolan, Thomas J. Stillwell, et John P. Sands, Jr., médecins, pour leur mémoire de recherche, Gestion correcte d'un pénis coincé dans une fermeture Éclair.
- Psychologie : John Mack de la Harvard Medical School et David Jacobs de l'université Temple, intellectuels visionnaires, pour leur déduction surprenante que les personnes croyant avoir été kidnappées par des extraterrestres l'ont probablement été — et particulièrement pour avoir conclu que « le but de l'enlèvement est de produire des enfants ».
- Consumérisme : Ron Popeil (en), inventeur incessant et présentateur perpétuel de la troisième partie de soirée à la télévision, pour avoir redéfini la révolution industrielle avec des objets tels que le Veg-O-Matic (en), le Pocket Fisherman, Mr. Microphone, ainsi que le mixeur d’œuf à l'intérieur de la coquille.
- Biologie : Paul Williams Jr. du département de la santé de l'Orégon et Kenneth W. Newell de la Liverpool School of Tropical Medicine, détectives biologiques audacieux, pour leur étude avant-gardiste « Excrétion de Salmonelle par les cochons lors de joyride »[5].
- Technologie visionnaire : décerné conjointement à Jay Schiffman de Farmington Hills, au Michigan, brillant créateur de l'AutoVision, un dispositif projetant des images sur le pare-brise[6] rendant possible de conduire et de regarder la télévision simultanément, et à la législature d'État du Michigan pour l'avoir rendu légal.
- Chimie : James et Gaines Campbell de Lookout Mountain, du Tenessee, diffuseurs passionnés de parfum, pour avoir inventé les bandes parfumées, l'odieuse méthode par laquelle le parfum est appliqué sur les pages des magazines, car déclenchant des crises d'asthme[7].

## Prix décernés en 1994
- Paix : John Hagelin de Maharishi University of Management (en) et de l'institut de science, technologie et politique publique, qui a promu la pensée pacifique par sa conclusion expérimentale que 4 000 méditants entraînés peuvent faire baisser de 18 % de la criminalité à Washington, D.C..
- Médecine : ce prix a été décerné en deux parties :
  - au patient X, vétéran du corps des United States Marine Corps, victime d'une morsure venimeuse de son serpent à sonnette domestique, pour son usage acharné de la thérapie des électrochocs ; à sa propre demande, les fils de commande d'une bougie ont été attachés à sa lèvre et le moteur de la voiture a tourné à 3 000 tours par minute pendant cinq minutes.
  - au docteur Richard C. Dart du Centre anti-poison des montagnes Rocheuses et au docteur Richard A. Gustafson du Centre d'hygiène de l'université d'Arizona, pour leur rapport médical Le non-fonctionnement des électrochocs contre le venin des serpents à sonnettes.
- Entomologie : Robert A. Lopez de Westport, New York, vaillant vétérinaire et ami de toutes créatures, petites et grandes, pour sa série d'expérimentations consistant à récupérer des gales auriculaires, les insérer dans ses propres oreilles, puis observer attentivement les résultats.
- Psychologie : Lee Kuan Yew, ancien Premier ministre de Singapour, praticien de la psychologie du renforcement négatif, pour son étude de trente ans sur les effets de la punition sur trois millions de citoyens de Singapour pour cracher et mâcher du chewing-gum dans la rue ou pour nourrir les pigeons.
- Littérature : L. Ron Hubbard, auteur de science-fiction et fondateur de la Scientologie, pour son livre, La Dianétique.
- Chimie : Bob Glasgow, sénateur de l'État du Texas, auteur avisé d'une législation logique, pour avoir soutenu la loi de 1989 sur le contrôle des drogues rendant illégal l'achat de béchers, fioles, éprouvettes ou autre verrerie de laboratoire sans permis.
- Économie : Jan Pablo Davila (Chili), négociant infatigable de contrats à termes et ancien employé de l'entreprise publique Codelco, pour avoir ordonné à son ordinateur d'« acheter » quand il voulait « vendre », et par la suite avoir tenté de recouvrer ses pertes en faisant des échanges de moins en moins profitables faisant finalement perdre 0,5 % de PIB au Chili. Ses prouesses implacables inspirèrent ses compatriotes à formuler un nouveau verbe, « devilar », signifiant « foirer royalement les choses ».
- Mathématiques : L'église baptiste du sud de l'Alabama, mesureurs mathématiques de la moralité, pour leur estimation, comté par comté, du nombre de citoyens de l'Alabama qui iront en enfer s'ils ne se repentent pas.
- Biologie: W. Brian Sweeney, Brian Krafte-Jacobs, Jeffrey W. Britton, et Wayne Hansen pour leur étude sur la fréquence de la constipation chez les soldats américains.

Pour une étude sur les poissons-chats et les tremblements de terre, un prix de physique avait été décerné à l'agence météorologique japonaise, mais celui-ci a été retiré lorsque les organisateurs ont réalisé que l'existence de l'étude était douteuse.

## Prix décernés en 1995
- Nutrition : John Martinez de J. Martinez & Co à Atlanta, Géorgie, pour le café Luwak, le café le plus cher du monde, produit en Asie du Sud à partir de graines de café avalées et expulsées par le luwak, un cousin de la civette[8].
- Physique : D.M.R. Georget, R. Parker, et A.C. Smith, de l'institut de recherche en nutrition de Norwich, en Angleterre, pour leur analyse rigoureuse des céréales molles du petit-déjeuner, publiée dans le rapport intitulé « Une étude des effets de la teneur en eau sur le comportement de compactage des flocons de céréales pour petit-déjeuner ».
- Économie : conjointement à Nick Leeson et à ses supérieurs de la banque de Barings et à Robert Citron du comté d'Orange, Californie, pour l'usage du calcul de produits dérivés dans la démonstration des limites de toute institution financière.
- Psychologie : Shigeru Watanabe, Junko Sakamoto, et Masumi Wakita, de l'université de Keio, pour avoir appris à des pigeons à faire la différence entre les tableaux de Picasso et ceux de Monet[9].
- Médecine : Marcia E. Buebel, David S. Shannahoff-Khalsa, et Michael R. Boyle, pour leur étude vivifiante intitulée « Les effets de la respiration nasale unilatéralement forcée sur la cognition ».
- Paix : le parlement taïwanais (Yuan législatif) pour avoir démontré [par ses pugilats] que les personnalités politiques obtiennent plus en se battant entre elles qu'en menant des guerres contre les autres nations[10].
- Littérature : David B. Busch et James R. Starling, de Madison (Wisconsin), pour leur article « Rectal foreign bodies: case reports and a comprehensive review of the world's literature » (en français : « Corps étrangers rectaux : études de cas et un compte rendu de la littérature globale »)[11].
- Santé publique : Martha Kold Bakkevig de Sintef Unimed à Trondheim, en Norvège, et Ruth Nielsen de l'université technique du Danemark, pour leur étude exhaustive L'effet des sous-vêtements mouillés sur les réponses thermorégulatrices et le confort thermique au froid.
- Soins dentaires : Robert H. Beaumont, de Shoreview au Minnesota, pour son étude incisive La préférence des patients pour le fil dentaire ciré ou non ciré.
- Chimie : Bijan Pakzad de Beverly Hills, pour avoir créé les produits  « ADN de Cologne » et « ADN de parfum », qui ne contiennent ni l'un ni l'autre d'acide désoxyribonucléique, et qui sont tous deux présentés dans un flacon ayant la forme d'une triple hélice.

## Prix décernés en 1996
- Biologie : Anders Barheim et Hogne Sandvik de l'université de Bergen, Norvège, pour leur étude Les effets de la bière, de l'ail et la crème fraîche sur l'appétit des sangsues[12]. Barheim et Sandvik sont les premiers gagnants à avoir eux-mêmes soumis leurs noms.
- Médecine : James Johnston de RJ Reynolds Tobacco Company, Joseph Taddeo de US Tobacco, Andrew Tisch de Lorillard, William Campbell de Philip Morris, Edward A. Horrigan de Liggett Group (en), Donald S. Johnston de American Tobacco Company et Thomas E. Sandefur, Jr., président de Brown et Williamson Tobacco Company, pour avoir découvert que la nicotine n'entraîne pas de dépendance, et avoir présenté cette découverte devant le Congrès des États-Unis.
- Physique : Robert Matthews de l'université Aston en Angleterre, pour ses études sur la loi de Murphy, et surtout pour avoir montré que le pain grillé tend à tomber sur le côté beurré.
- Paix : Jacques Chirac, président de la République française, pour avoir célébré le cinquantième anniversaire des bombardements de Hiroshima et Nagasaki en reprenant les essais nucléaires français dans le Pacifique.
- Santé publique : Ellen Kleist de Nuuk, Groenland et Harald Moi d'Oslo, Norvège, pour leur étude médicale transmission de la gonorrhée par les poupées gonflables.
- Chimie : George Goble de l'université Purdue, pour son record du monde d'allumage de barbecue (trois secondes) en utilisant du charbon et de l'oxygène liquide.
- Biodiversité : Chonosuke Okamura du laboratoire Okamura des fossiles à Nagoya, Japon, pour avoir découvert les fossiles de dinosaures, de chevaux, de dragons, de princesses, et de plus de mille autres « mini-espèces » éteintes, mesurant toutes moins d'un quart de millimètre de longueur.
- Littérature : aux éditeurs du journal Social Text, pour avoir publié des recherches qu'ils ne comprenaient pas, dont l'auteur disait qu'elles ne voulaient rien dire, et qui disaient que la réalité n'existe pas.
- Économie : Dr. Robert J. Genco de l'université de Buffalo, pour avoir découvert que « la pression financière est un indicateur de risque des maladies parodontales destructrices ».
- Art : Don Featherstone de Fitchburg au Massachusetts, pour son invention ornementale, le flammant rose en plastique (en).

## Prix décernés en 1997
- Biologie : T. Yagyu et ses collègues de l'Hôpital universitaire de Zurich, Suisse, de l'Université du Kansai, Japon, et de l'entreprise Neuroscience Technology Research à Prague, République Tchèque, pour avoir mesuré les profils d'ondes cérébrales de personnes qui mâchaient des chewing-gums de différents arômes[13].
- Entomologie : Mark E. Hostetler[14], de l'Université de Floride, pour son guide That Gunk on Your Car[15], qui identifie les insectes écrasés sur les pare-brises des voitures.
- Astronomie : Richard Hoagland du New Jersey, pour avoir identifié des éléments artificiels sur d'autres astres, notamment un visage humain sur Mars et des gratte-ciels de quinze kilomètres de hauteur sur la face cachée de la lune.
- Communications : Sanford Wallace, président de la Cyber Promotions de Philadelphie, qui a fait parvenir du spam sur toute la planète.
- Physique : John Bockris de l'université A&M du Texas, pour ses réussites variées dans les domaines de la fusion froide, de la transmutation d'éléments simples en or et de l'incinération électro-chimique des déchets domestiques.
- Littérature : Doron Witztum, Eliyahu Rips et Yoav Rosenberg, Israël, et Michael Drosnin, États-Unis, pour leur découverte statistique capillotractée que la Bible dissimule un code secret.
- Médecine : Carl J. Charnetski et Francis X. Brennan Jr. de l'Université de Wilkes et James F. Harrison de l'entreprise Muzak à Seattle, États-Unis, pour leur découverte que la musique d’ascenseur stimule la production d'immunoglobuline A (IgA)[16].
- Économie : Akihiro Yokoi de l'entreprise Wiz à Chiba et Aki Maita de l'entreprise Bandai à Tokyo, Japon, père et mère du Tamagotchi, pour avoir fait perdre des millions d'heures de travail passées à soigner des animaux de compagnie virtuels.
- Paix : Harold Hillman de l'Université de Surrey, Angleterre, pour son rapport rédigé avec amour et finalement pacifique The Possible Pain Experienced During Execution by Different Methods [« Douleurs possiblement ressenties durant l'exécution par différentes méthodes »][17].
- Météorologie : Bernard Vonnegut de l'université d'État d'Albany, pour son rapport Le plumage des poulets comme mesure de la vitesse des vents des tornades.

## Prix décernés en 1998
- Ingénierie et sécurité : Troy Hurtubise, de North Bay, Canada, pour avoir développé et testé personnellement une armure à l'épreuve des grizzlys.
- Biologie : Peter Fong de l'école technique de Gettysburg, Pennsylvanie, pour sa contribution au bien-être des palourdes à l'aide du Prozac.
- Paix : Atal Bihari Vajpayee, Premier ministre d'Inde, et Nawaz Sharif, Premier ministre du Pakistan, pour leurs explosions « pacifiques » de bombes atomiques[18].
- Chimie : Jacques Benveniste (France) pour son affirmation que l'eau a une mémoire et que ses propriétés peuvent être transmises par des vecteurs ondulatoires appropriés et notamment via le téléphone et Internet[19]. À noter que Benveniste a également remporté le prix Ig Nobel de chimie en 1991.
- Science de l'éducation : Dolores Krieger, professeur émérite de l'université de New York, pour avoir démontré les mérites du toucher thérapeutique, consistant pour les infirmières à manipuler les champs énergétiques des patients souffrants, en évitant soigneusement tout contact avec ces derniers.
- Statistique : Jerald Bain de l'hôpital Mt. Sinai de Toronto et Kerry  Siminoski de l'université d'Alberta, pour leur rapport soigneusement mesuré, Les relations entre la taille, la longueur du pénis, et la taille des pieds.
- Physique : Deepak Chopra du centre Chopra du bien-être, à La Jolla, Californie, pour son interprétation de la physique quantique appliquée à la vie, la liberté et la poursuite du bonheur économique.
- Économie : Richard Seed de Chicago pour ses tentatives de revitaliser l'économie mondiale en se clonant lui, ainsi que d'autres humains.
- Médecine : Au patient Y et à ses docteurs, Caroline Mills, Meirion Llwelyn, David Kelly, et Peter Holt, de l'hôpital Royal Gwent de Newport au Pays de Galles, pour leur rapport de mise de garde, Un homme qui piqua son doigt et qui eut une odeur putride pendant 5 ans.
- Littérature : Dr. Mara Sidoli de Washington DC, pour son rapport éclairant, Péter comme défense contre une terreur épouvantable.

## Prix décernés en 1999
- Sociologie : Steve Penfold, de l'université de York à Toronto, pour sa thèse de doctorat sur la sociologie des boutiques de beignets canadiennes.
- Physique : le docteur Len Fisher de Bath, Angleterre et Sydney, Australie, pour avoir calculé la meilleure façon de tremper un biscuit, et les professeurs Jean-Marc Vanden-Broeck de l'université d'East Anglia, Angleterre et Joseph Keller de l'université Stanford pour avoir calculé comment faire un bec de théière qui ne goutte pas.
- Littérature : l'institut britannique de standardisation pour sa spécification de six pages (BS-6008) concernant la bonne façon de faire une tasse de thé (cf. ISO 3103).
- Sciences de l'éducation : les Bureaux de l'Éducation des États du Kansas et du Colorado, pour avoir indiqué que les enfants ne devraient plus croire à la théorie de l'évolution de Darwin, ni à la théorie de la gravitation de Newton, ni la théorie de l'électromagnétisme de Faraday et Maxwell, ni la théorie de Pasteur selon laquelle les microbes causent des maladies.
- Médecine : Dr Arvid Vatle de Stord en Norvège, pour avoir soigneusement collecté, classé et examiné les types de récipients choisis par ses patients pour remettre des échantillons d'urine.
- Chimie : Takeshi Makino, président de l'Agence des détectives pour la sécurité à Osaka, Japon, pour son implication dans S-Check, un spray de détection d'infidélités que les femmes peuvent appliquer sur les sous-vêtements de leur mari.
- Biologie : au docteur Paul Bosland, directeur de l'Institut du piment, université de l'État du Nouveau-Mexique à Las Cruces, pour avoir créé un piment jalapeño non épicé.
- Protection de l'environnement : Hyuk-ho Kwon de la compagnie Kolon de Séoul, Corée, pour avoir inventé un costume autoparfumant.
- Paix : Charl Fourie et Michelle Wong de Johannesbourg, Afrique du Sud, pour l'invention d'une alarme antivol d'automobile équipée d'un lance-flammes, Blaster (en).
- Hygiène : George et Charlotte Blonsky de New York et San Jose, Californie, pour leur système[20] utilisant la force centrifuge pour aider les femmes à accoucher : la femme est attachée sur une table circulaire, qui est mise en rotation à haute vitesse[21].

## Prix décernés en 2000
- Psychologie : David Dunning de l'université Cornell et Justin Kruger de l'université de l'Illinois, pour leur étude Incapables et inconscients de l'être : comment la difficulté de reconnaître sa propre incompétence mène à une surévaluation de soi (voir Effet Dunning-Kruger).
- Littérature : Jasmuheen (en) (anciennement connue sous le nom d'Ellen Greve) d'Australie, première dame du respiranisme, pour son livre Living on Light  [« Vivre avec la lumière »] qui explique que même si certaines personnes mangent de la nourriture, elles n'en ont jamais vraiment besoin.
- Biologie : Richard Wassersug de l'université Dalhousie, pour son rapport Comparaison de la palatabilité de certains têtards de la saison sêche du Costa Rica.
- Physique : Andre Geim de l'université de Nimègue (Pays-Bas) et Sir Michael Berry de l'université de Bristol (Royaume-Uni), pour l'utilisation d'aimants pour faire léviter une grenouille. Par ailleurs, Andre Geim recevra en 2010 le prix Nobel de physique pour ses travaux sur le graphène, faisant de lui le seul primé de l'Ig Nobel à recevoir également un véritable prix Nobel.
- Chimie : Donatella Marazziti, Alessandra Rossi et Giovanni B. Cassano de l'université de Pise, ainsi que Hagop S. Akiskal de l'universié de San Diego en Californie, pour avoir démontré que, biochimiquement, l'amour romantique peut être indiscernable d'un trouble obsessionel compulsif grave.
- Économie : le révérend Sun Myung Moon, pour avoir apporté efficacité et croissance à l'industrie du mariage de masse avec, selon ses chiffres, le mariage de 36 couples en 1960, de 430 couples en 68, de 1 800 couples en 75, de 6 000 couples en 82, de 30 000 couples en 92, de 360 000 couples en 95 et finalement 36 000 000 couples en 1997.
- Médecine : Willibrord Weijmar Schultz, Pek van Andel et Eduard Mooyaart de Groningen au Pays-Bas, et Ida Sabelis d'Armsterdam, pour leur rapport éclairant, Imagerie par résonance magnétique des organes génitaux masculins et féminins pendant le coït et l'excitation sexuelle féminine.
- Informatique : Chris Niswander de Tucson en Arizona, pour l'invention de PawSense, un logiciel qui détecte quand un chat marche sur un clavier d'ordinateur.
- Paix : la Royal Navy, pour avoir ordonné à ses marins de ne plus utiliser de vrais obus de canon et de se contenter de crier « Bang ! ».
- Santé publique : Jonathan Wyatt, Gordon McNaughton et William Tullett de Glasgow, pour leur rapport alarmant, L'effondrement des toilettes à Glasgow.

## Prix décernés en 2001
- Médecine : Peter Barss de l'université McGill, pour son rapport médical sur les blessures dues à des chutes de noix de coco.
- Physique : David Schmidt de l'université du Massachusetts pour sa réponse partielle à la question : Pourquoi les rideaux de douche se gonflent-ils vers l'intérieur ?.
- Biologie : Buck Weimer de Pueblo, Colorado, pour l'invention de sous-vêtements étanches équipés d'un charbon supprimant les mauvaises odeurs des gaz avant qu'ils ne s'échappent.
- Économie : Joel Slemrod, de l'école de commerce de l'université du Michigan, et Wojciech Kopczuk, de l'université de Colombie britannique, pour leur conclusion selon laquelle les gens trouvent un moyen de reporter leur mort si cela peut leur accorder une diminution de l'impôt sur les successions.
- Littérature : John Richards de Boston, Angleterre, fondateur de la société de protection de l'apostrophe, pour ses efforts pour protéger, promouvoir et défendre les différences entre pluriel et possessif en anglais.
- Astrophysique : Dr Jack et Rexella Van Impe du ministère Jack Van Impe à Rochester Hills, Michigan, pour leur découverte selon laquelle les trous noirs remplissent toutes les conditions techniques pour abriter l'enfer.
- Paix : Viliumas Malinauskas de Grutas, Lituanie, pour la création du parc d'attractions Le monde de Staline.
- Technologie : conjointement décerné à John Keogh de Hawthorn, État de Victoria, Australie, pour avoir breveté la roue, et au Bureau australien des brevets qui lui a accordé le brevet d'innovation numéro 2 001 100 012. Ce brevet fut finalement annulé quelques années plus tard.
- Santé publique : Chittaranjan Andrade et B. S. Srihari de l'Institut national de la santé mentale et de la neuroscience, à Bangalore en Inde, pour avoir fait l'étonnante découverte que les adolescents se curent souvent le nez.
- Psychologie : Lawrence W. Sherman de l'université de Miami pour son Étude écologique de la joie dans les petits groupes d'enfants d'âge préscolaire.

## Prix décernés en 2002
- Biologie : Norma E. Bubier, Charles G.M. Paxton, Phil Bowers, et D. Charles Deeming (Angleterre) pour leur étude sur le Comportement nuptial des autruches vis-à-vis des humains dans les conditions agricoles en Grande-Bretagne.
- Physique : Arnd Leike (Allemagne) pour sa Démonstration de l'application de la loi de dégradation exponentielle à partir de la mousse de bière.
- Recherche interdisciplinaire : Karl Kruszelnicki (Australie) pour son Enquête complète sur les peluches de nombril.
- Chimie : Theo Gray (en) (États-Unis) pour l'assemblage de plusieurs éléments de la table périodique sous forme d'une « table périodique en table à quatre pattes ».
- Mathématiques : K. P. Sreekumar le feu G. Nirmalan (Inde) pour leur rapport analytique « estimant la superficie totale de l'éléphant indien ».
- Littérature : David S. Kreiner (États-Unis) pour son rapport sur « les effets des surlignements inopportuns préexistants sur la compréhension de la lecture »
- Paix : Keita Sato, Matsumi Suzuki, Norio Kogure (Japon) pour la promotion de la paix et de l'harmonie entre espèces en inventant le « Bow-lingual », une machine de traduction automatique entre les hommes et les chiens.
- Hygiène : Eduardo Segura (Espagne) pour son invention d'une machine à laver pour les chiens et les chats.
- Économie : aux présidents, directeurs et auditeurs de plusieurs compagnies (la plupart américaines) tels que Enron, Lernout & Hauspie, Kmart, Maxwell Communications, Merrill Lynch, Merck, WorldCom, Xerox et Arthur Andersen, pour leur adaptation du concept mathématique des nombres imaginaires au service du monde des affaires.
- Médecine : Chris McManus (Angleterre) pour son étude de « l'asymétrie scrotale des hommes dans les statues anciennes ».

## Prix décernés en 2003
- Ingénierie : John Paul Stapp, Edward A. Murphy Jr., et George Nichols, pour avoir conjointement donné naissance en 1949 à la loi de Murphy, dont le principe de base est : « s'il y a une ou plusieurs manières de faire quelque chose, et qu'une de ces manières peut aboutir à une catastrophe, alors quelqu'un l'emploiera ».
- Littérature : John Trinkaus, de l'École d'affaires de Zicklin, New York, pour avoir méticuleusement rassemblé des données et édité plus de 80 rapports détaillés sur différents sujets tels que :
  - quel pourcentage de jeunes portent des casquettes de baseball avec les visières à l'arrière plutôt qu'à l'avant ;
  - quel pourcentage de piétons portent des chaussures de sport qui sont blanches plutôt que d'une autre couleur ;
  - quel pourcentage de nageurs boivent la tasse du côté peu profond d'une piscine plutôt que du côté profond ;
  - quel pourcentage d'automobilistes s'arrêtent presque, mais pas complètement, à un signal stop ;
  - quel pourcentage de banlieusards portent des attachés-cases ;
  - quel pourcentage des clients excèdent exprès le nombre d'articles autorisés dans la file d'attente d'un supermarché ;
  - quel pourcentage d'étudiants détestent le goût des choux de Bruxelles.
- Chimie : Yukio Hirose de l'université de Kanazawa, pour ses investigations sur une statue de bronze, dans la ville de Kanazawa, qui n'attire pas les pigeons.
- Économie : Karl Schwärzler et l'État du Liechtenstein, pour avoir rendu possible la location du pays entier pour des congrès, mariages, et autres rassemblements.
- Multidiscipline : Stefano Ghirlanda, Liselotte Jansson, et Magnus Enquist de l'université de Stockholm, pour leur rapport Les poulets préfèrent les beaux humains.
- Paix : Lal Bihari de l'Uttar Pradesh en Inde, pour sa triple réalisation :
  - avoir mené une vie active alors qu'il avait été reconnu officiellement décédé en 1976 ;
  - avoir mené une campagne posthume acharnée contre l'inertie bureaucratique ;
  - avoir créé l'association des personnes décédées.
- Psychologie : Gian Vittorio Caprara et Claudio Barbaranelli de l'université de Rome, et Philip Zimbardo de l'université Stanford, pour leur rapport Les esprits simples de politiciens.
- Biologie : C.W. Moeliker du Natuurmuseum Rotterdam, pour son rapport sur le premier cas scientifiquement observé de nécrophilie homosexuelle chez le canard colvert.
- Médecine : Eleanor Maguire, David Gadian, Ingrid Johnsrude, Catriona Good, John Ashburner, Richard Frackowiak et Christopher Frith pour avoir présenté la preuve que le cerveau des chauffeurs de taxi londoniens est plus développé que celui de leurs concitoyens.
- Physique : Jack Harvey, John Culvenor, Warren Payne, Steve Cowley, Michael Lawrance, David Stuart, et Robyn Williams, tous d'Australie, pour leur Analyse des forces nécessaires pour traîner des moutons sur diverses surfaces.

## Prix décernés en 2004
- Médecine : Steven Stack et James Gundlach (États-Unis) pour leur rapport publié sur L'effet de la musique country sur le suicide.
- Physique : Ramesh Balasubramaniam (Canada) et Michael Turley (États-Unis) pour leur exploration et explication des dynamiques du hula hoop.
- Hygiène : Jillian Clarke (États-Unis) pour son investigation sur la vérité scientifique de la « règle des cinq secondes », au sujet de la question de manger des aliments tombés au sol.
- Chimie : la compagnie Coca-Cola de Grande-Bretagne, pour son usage de la technologie avancée pour convertir l'eau contaminée de la Tamise en Dasani, une eau minérale embouteillée, mais qu'il a fallu finalement retirer des étalages, à cause de la présence d'un produit cancérigène.
- Ingénierie : Donald J. et Frank J. Smith (États-Unis), pour avoir breveté le « combover » (mot anglais désignant une méthode de coiffure permettant aux chauves d'utiliser les quelques cheveux qui leur restent pour camoufler leur calvitie).
- Littérature : The American Nudist Research Library (Kissimmee, Floride, États-Unis), pour la préservation de l'histoire nudiste « afin que tout le monde puisse la voir ».
- Psychologie : Daniel Simons et Christopher Chabris, pour avoir démontré que quand les gens concentrent leur attention sur quelque chose, il est très facile d'oublier tout le reste, y compris une femme déguisée en gorille.
- Économie : le Vatican, pour avoir sous-traité des prières en Inde.
- Paix : Daisuke Inoue (Japon), pour l'invention du karaoké, fournissant ainsi une nouvelle méthode pour que les gens apprennent à se tolérer.
- Biologie : Ben Wilson et Lawrence Dill (Canada), Robert Batty (Écosse), Magnue Wahlberg (Danemark), et Hakan Westenberg (Suède), pour leur démonstration de la communication des harengs au moyen de pets.

## Prix décernés en 2005
- Histoire de l'agriculture : James Watson, université de Massey (Nouvelle-Zélande), pour La signification des pantalons explosifs de M. Richard Buckley : réflexions sur un aspect des changements technologiques chez les journaliers de Nouvelle-Zélande entre les deux guerres mondiales.
- Physique : John Mainstone et Thomas Parnell, université de Queensland (Australie), pour avoir observé s'égoutter du goudron solidifié dans un entonnoir, au rythme d'environ une goutte tous les neuf ans, depuis 1927. Il s'agit de l'expérience de la goutte de poix.
- Médecine : Gregg A. Miller, d'Oak Grove, Missouri, pour avoir inventé les « Neuticles », remplacement artificiel de testicules de chiens, disponibles en 3 tailles et 3 consistances[22].
- Littérature : les arnaqueurs « nigérians » pour leur inventivité dans la création de personnages fictifs destinés à extorquer de l'argent[23].
- Paix : Claire Rind et Peter Simmons, université de Newcastle, pour avoir étudié l'activité cérébrale d'une sauterelle pendant qu'elle regardait le film Star Wars.
- Économie : Gauri Nanda, du MIT, pour avoir inventé un réveil qui s'enfuit et se cache, de manière répétitive, pour s'assurer que le dormeur se lève.
- Chimie : Edward Cussler et Brian Gettelfinger, université du Minnesota, pour avoir répondu à la question « les gens nagent-ils plus vite dans le sirop ou dans l'eau ? ».
- Biologie : Benjamin Smith de l'université d'Adélaïde et de l'université de Toronto, la société de parfums Firmenich de Genève, ChemComm Enterprises de Archamps (France), Craig Williams de l'université James Cook et de l'université d'Australie du Sud, Michael Tyler de l'université d'Adélaïde, Brian Williams de l'université d'Adélaïde et Yoji Hayasaka de l'institut de recherche australien du vin, pour la classification des odeurs de 131 espèces de grenouilles lorsqu'elles sont stressées.
- Dynamique des fluides : Victor Benno Meyer-Rochow de l'université de Brême et de l'université d'Oulu (Finlande) et József Gál de l'Université Loránd Eötvös (Hongrie), pour avoir évalué la pression à l'intérieur des manchots pendant la défécation.
- Nutrition : Yoshiro Nakamatsu, pour avoir photographié, analysé et compté ses repas pendant 34 ans.

## Prix décernés en 2006
- Ornithologie : Ivan R. Schwab et Philip R.A. May, université de Californie, pour leurs travaux expliquant pourquoi les pics verts ne sont pas sujets aux maux de tête.
- Nutrition : Wasmia Al-Houty de l'université du Koweït et Faten Al-Mussalam de l'autorité publique pour l'environnement du Koweït, pour l'étude des préférences gustatives du scarabée bousier.
- Paix : Howard Stapleton de Merthyr Tydfil (Pays de Galles), pour l'invention d'un appareil émettant un son insupportable audible uniquement par les jeunes de moins de 25 ans.
- Acoustique : D. Lynn Halpern, Randolph Blake et James Hillenbrand de la Northwestern University (Chicago), pour avoir expliqué pourquoi le crissement des ongles sur un tableau noir est désagréable à l'oreille.
- Mathématiques : Nic Svenson et Piers Barnes, de l'organisation australienne du Commonwealth pour la science et la recherche, pour leur calcul du nombre de photos qu'il est nécessaire de prendre pour être (presque) certain que personne dans une photo de groupe n'aura les yeux fermés.
- Littérature : Daniel Oppenheimer de l'université de Princeton, pour son rapport Conséquences de l'utilisation abusive de la langue vernaculaire érudite : les problèmes de l'utilisation de mots longs sans nécessité.
- Médecine : Francis M. Fesmire de l'université de Tennessee, pour son rapport d'étude clinique sur le soulagement des hoquets tenaces par massage rectal digital.
- Physique : Basile Audoly et Sébastien Neukirch de l'université Pierre et Marie Curie (Paris), pour leurs recherches expliquant pourquoi les spaghettis secs se cassent généralement en plus de deux morceaux.
- Chimie : Antonio Mulet, José Javier Benedito et José Bon de l'université de Valence (Espagne) et Carmen Rosselló de l'université des îles Baléares (Espagne), pour avoir mesuré la vitesse des ultrasons dans le fromage Cheddar en fonction de la température.
- Biologie : Bart Knols et Ruurd de Jong de l'université agricole de Wageningen (Pays-Bas), pour avoir démontré que le moustique anophèle femelle, vecteur de la malaria, est tout autant attiré par l'odeur du fromage Limburger que par celle des pieds humains.

## Prix décernés en 2007
- Biologie : Pr Johanna E.M.H. van Bronswijk, de l'université technique d'Eindhoven (Pays-Bas), pour son recensement de tous les acariens, insectes, araignées, pseudo-scorpions, crustacés, bactéries, algues, fougères et champignons avec lesquels l'humain partage son lit.
- Chimie : Mayu Yamamoto de l'International Medical Center of Japan, pour avoir développé une méthode d'extraction de la vanilline (arôme et parfum de vanille) à partir de bouse de vache.
- Linguistique : Juan Manuel Toro, Josep B. Trobalon et Núria Sebastián-Gallés de l'université de Barcelone, pour avoir montré que les rats sont le plus souvent incapables de reconnaître la langue japonaise de la langue néerlandaise dans un discours diffusé à l'envers.
- Littérature : Glenda Browne, de Blaxland (Blue Mountains, Australie) pour son étude sur le mot The, et sur les nombreux problèmes qu'il pose pour le classement alphabétique.
- Nutrition : Brian Wansink de l'université Cornell pour ses recherches sur l'appétit des êtres humains, en les nourrissant à l'aide d'un bol sans fond à remplissage automatique.
- Économie : Kuo Cheng Hsieh, de Taïwan, pour avoir breveté en 2001 un appareil qui capture les braqueurs de banque en leur jetant un filet dessus.
- Aviation : Patricia V. Agostino, Santiago A. Plano et Diego A. Golombek de l'université nationale de Quilmes, en Argentine, pour avoir découvert que le Viagra aidait les hamsters à se remettre d'un décalage horaire.
- Paix : La Bombe Gay, nom informel d'une arme chimique non létale que l'armée de l'air des États-Unis aurait envisagée de réaliser. Un puissant aphrodisiaque pourrait être répandu sur les troupes adverses, afin de provoquer un « comportement homosexuel ».

## Prix décernés en 2008
La 18e cérémonie des Ig Nobel s’est tenue le 3 octobre 2008.
- Nutrition : Massimiliano Zampini, de l'université de Trente, et Charles Spence, de l'université d’Oxford, pour leurs recherches sur la sonorité de la nourriture.
- Paix : au comité d'éthique sur la biotechnologie non-humaine de la Confédération suisse pour avoir établi légalement que les plantes avaient une dignité.
- Archéologie : Astolfo G. Mello Araujo et José Carlos Marcelino de l'université de São Paulo, pour avoir mesuré les effets nocifs du tatou sur le contenu des sites de fouilles archéologiques.
- Biologie : Marie-Christine Cadiergues, Christel Joubert et Michel Franc de l'École nationale vétérinaire de Toulouse pour avoir découvert que les puces qui vivent sur un chien peuvent sauter plus haut que les puces qui vivent sur un chat.
- Médecine : Dan Ariely (université Duke) qui a démontré qu'un placebo au tarif très élevé était plus efficace qu’un placebo au prix peu élevé.
- Sciences cognitives : Toshiyuki Nakagaki (université d’Hokkaido), Hiroyasu Yamada (Nagoya), Ryo Kobayashi (Hiroshima), Atsushi Tero de la Japan science and technology (JST/Presto), Akio Ishiguro de l'université Tohoku et Ágotá Tóth de l'université de Szeged en Hongrie, qui ont découvert que les mycétozoaires pouvaient trouver la sortie d'un labyrinthe.
- Économie : Geoffrey Miller, Joshua Tybur et Brent Jordan de l'université de New Mexico pour avoir découvert que le cycle d'ovulation d'une danseuse de lap dance pouvait avoir un effet sur le montant de ses pourboires.
- Sciences physiques : Dorian Raymer, des observatoires océaniques de l'institution Scripps et Douglas Smith de l'université de Californie à San Diego, pour avoir prouvé mathématiquement que les tas de cheveux, de cordes ou autre finissaient inévitablement par s'emmêler en nœuds.

## Prix décernés en 2009
La 19e cérémonie des Ig Nobel s’est tenue le 1er octobre 2009.
- Médecine vétérinaire : à Catherine Douglas et Peter Rowlinson de l'université de Newcastle, pour avoir démontré que les vaches portant un prénom produisent plus de lait que les autres.
- Paix : à Stephan Bolliger, Steffen Ross, Lars Oesterhelweg, Michael Thali et Beat Kneubuehl de l'université de Berne, pour avoir montré qu'il est préférable de recevoir sur la tête une bouteille pleine de bière plutôt qu'une bouteille vide.
- Économie : aux administrateurs, dirigeants et commissaires aux comptes de quatre banques islandaises (Kaupthing, Landsbanki, Glitnir, et la Banque centrale d'Islande) pour avoir démontré que les banques minuscules peuvent être rapidement transformées en banques énormes, et vice versa (et pour avoir démontré que des choses semblables peuvent être faites pour une économie nationale tout entière).
- Chimie : à Javier Morales, Miguel Apátiga, et Victor M. Castaño de la Universidad Nacional Autónoma de México, pour avoir créé des diamants à partir de liquides, et notamment à partir de tequila.
- Médecine : à Donald L. Unger, de Thousand Oaks, pour avoir enquêté sur une cause possible de l'arthrite des doigts, en faisant craquer les doigts de sa main gauche (mais jamais ceux de la droite) tous les jours pendant plus de soixante ans.
- Physique : à Katherine K. Whitcome de l'université de Cincinnati, Daniel E. Lieberman de l'université Harvard et Liza J. Shapiro de l'université du Texas, pour avoir déterminé pourquoi les femmes enceintes ne basculent pas en avant.
- Littérature : aux services de police irlandais (An Garda Siochana), pour avoir donné plus d'une cinquantaine de contraventions à Prawo Jazdy, dont le nom signifie en polonais « Permis de conduire ».
- Santé publique : à Elena N. Bodnar, Raphael C. Lee, et Sandra Marijan de Chicago, pour avoir inventé un soutien-gorge qui, en cas d'urgence, peut être rapidement converti en une paire de masques à gaz.
- Mathématiques : à Gideon Gono, gouverneur de la réserve bancaire du Zimbabwe, pour avoir donné aux gens un moyen simple et quotidien de faire face à une large gamme de nombres (des plus petits aux plus grands) en faisant imprimer des billets de banque de valeurs allant d'un centime à cent mille milliards de dollars.
- Biologie : à Fumiaki Taguchi, Song Guofu, et Zhang Guanglei de la Kitasato University Graduate School of Medical Sciences de Sagamihara, pour avoir démontré que l'on peut réduire la masse des déchets de cuisine de plus de 90 % en utilisant des bactéries extraites d'excréments de pandas géants.

## Prix décernés en 2010
La 20e cérémonie s'est tenue le 30 septembre 2010.
- Management : à Alessandro Pluchino, Andrea Rapisarda, et Cesare Garofalo de l'université de Catane (Italie) pour avoir démontré qu'une organisation donnée gagnerait en efficacité si les promotions hiérarchiques étaient faites de manière aléatoire. Leurs travaux se basent sur le principe de Peter selon lequel tout employé s'élève dans la hiérarchie jusqu'à son niveau d'incompétence (jusqu'au poste le plus bas dans lequel il est incompétent).
- Biologie : à Libiao Zhang, Min Tan, Guangjian Zhu, Jianping Ye, Tiyu Hong, Shanyi Zhou, Shuyi Zhang et Gareth Jones, qui ont publié une étude sur la pratique de la fellation chez les chauves-souris.
- Régulation des transports : à Toshiyuki Nakagaki, Atsushi Tero, Seiji Takagi, Tetsu Saigusa, Kentaro Ito, Kenji Yumiki, Ryo Kobayashi, Dan Bebber et Mark Fricker pour leur étude sur le myxomycète Physarum polycephalum et la modélisation des réseaux ferroviaires.
- Économie : aux dirigeants de Goldman Sachs, AIG, Lehman Brothers, Bear Stearns, Merrill Lynch et Magnétar pour avoir « créé et promu de nouvelles manières d'investir de l'argent en maximisant les gains financiers et en minimisant le risque pour l'économie mondiale, ou une portion de celle-ci ». Ce prix faisant partie de la catégorie « critique » et non « récompense pour les recherches volontairement incongrues » (voir #Critères), les lauréats ne sont pas venus à la cérémonie.
- Chimie : à Eric Adams, Scott Socolofsky, Stephen Masutani ainsi que la compagnie pétrolière BP pour avoir réfuté la vieille croyance que l'eau et l'huile (pétrole) n'étaient pas miscibles. BP n'est pas venu à la cérémonie, à l'inverse des trois scientifiques américains.

## Prix décernés en 2011
La 21e cérémonie s'est tenue le 29 septembre 2011.
- Physiologie : à Anna Wilkinson, Natalie Sebanz, Isabella Mandl et Ludwig Huber pour leur étude montrant qu'il n'y a pas de preuve que le bâillement soit contagieux chez les tortues charbonnières à pattes rouges.
- Chimie : à Makoto Imai, Naoki Urushihata, Hideki Tanemura, Yukinobu Tajima, Hideaki Goto, Koichiro Mizoguchi et Junichi Murakami, de l'Université de médecine de Shiga au Japon, pour leurs travaux sur la densité idéale de wasabi nécessaire pour réveiller un être humain en cas d'incendie (ou quelle que soit l'urgence), en vue de réaliser un détecteur à base de wasabi pour les personnes atteintes de surdité[24].
- Psychologie : à Karl Halvor Teigen de l'Université d'Oslo, pour avoir tenté de comprendre l'origine des soupirs dans la vie de tous les jours.
- Mathématiques : à Dorothy Martin, Pat Robertson, Elizabeth Clare, Lee Jang Rim, Credonia Mwerinde et Harold Camping, pour avoir prophétisé la fin du monde, respectivement en 1954, 1982, 1990, 1992, 1999, 1994 — le dernier ayant rectifié sa prédiction pour le 21 octobre 2011. Tous sont récompensés pour nous avoir enseigné la prudence dans le domaine des affirmations basées sur des calculs mathématiques.
- Paix : à Arturas Zuokas, le maire de Vilnius, pour avoir démontré que le problème du stationnement illégal pouvait être résolu en écrasant les véhicules mal garés avec un véhicule blindé.
- Sécurité publique : à John Senders de l'Université de Toronto, pour avoir conduit une recherche sur l'attention requise pour conduire un véhicule, qui impliquait une série de tests dans lesquels un dispositif masquait régulièrement la vue du conducteur roulant sur une autoroute.
- Médecine : Mirjam Tuk, Debra Trampe, Luk Warlop ; conjointement avec Matthew Lewis, Peter Snyder, Robert Feldman, Robert Pietrzak, David Darby et Paul Maruff pour avoir démontré que les gens prennent de bonnes décisions au sujet de certaines choses, et de moins bonnes au sujet d'autres choses, quand ils ont une forte envie d'uriner.
- Biologie : à Darryl Gwynne et David Rentz pour avoir découvert que certains coléoptères tentent de s'accoupler avec certaines sortes de bouteilles de bière.
- Littérature : à John Perry de l'Université Stanford pour ses travaux sur la procrastination et pour son livre où il explique au lecteur que celui-ci peut accéder au succès en « travaillant toujours sur quelque chose d'important comme prétexte pour éviter de faire quelque chose d'encore plus important ».
- Physique : à Philippe Perrin, Cyril Perrot, Dominique Deviterne, Bruno Ragaru et Herman Kingma pour avoir tenté d'expliquer pourquoi le lancer du disque provoque des étourdissements, mais pas le lancer du marteau.

## Prix décernés en 2012
La 22e cérémonie s'est tenue le 20 septembre 2012.
- Psychologie : à Anita Eerland, Rolf Zwaan et Tulio Guadalupe pour leur étude montrant que le fait de se pencher vers la gauche fait apparaître plus petite la tour Eiffel[25].
- Paix : à la Société SKN pour sa conversion de vieilles munitions russes en diamants[26],[27].
- Acoustique : à Kazutaka Kurihara et Koji Tsukada pour la création du « SpeechJammer » — une machine qui perturbe la parole d'une personne, en lui faisant entendre ses propres mots avec un très léger retard[28].
- Neuroscience : à Craig Bennett, Abigail Baird, Michael Miller et George Wolford, pour avoir démontré que les chercheurs sur le cerveau, en utilisant des instruments complexes et des statistiques simples, peuvent voir une activité cérébrale significative n'importe où — même chez des saumons morts[29].
- Chimie : à Johan Pettersson pour avoir expliqué pourquoi dans certaines maisons de la ville d'Anderslöv, en Suède, les cheveux des gens sont devenus verts.
- Littérature : au Government Accountability Office (GAO) des États-Unis, pour un rapport titré Actions nécessaires pour évaluer l'impact des efforts d'estimation des coûts des rapports et des études (Actions Needed to Evaluate the Impact of Efforts to Estimate Costs of Reports and Studies).
- Physique : à Joseph Keller, Raymond Goldstein, Patrick Warren et Robin Ball, pour le calcul de l'équilibre des forces qui façonnent et déplacent les cheveux dans une queue de cheval humaine[30].
- Dynamique des fluides : à Rouslan Krechetnikov et Hans Mayer, pour leur étude de la dynamique des ballottements des liquides, afin de comprendre ce qui se passe quand une personne marche en portant une tasse de café[31].
- Anatomie : à Frans de Waal et Jennifer Pokorny, pour avoir découvert que les chimpanzés peuvent identifier d'autres chimpanzés individuellement en voyant l'image de leurs postérieurs[32].
- Médecine : à Emmanuel Ben-Soussan et Michel Antonietti, pour avoir expliqué aux médecins qui pratiquent des coloscopies comment minimiser le risque d'explosion de leurs patients.

## Prix décernés en 2013
La 23e cérémonie s'est tenue le 12 septembre 2013,.
- Psychologie : À Laurent Bègue, du Laboratoire inter-universitaire de psychologie (Lip) de Grenoble, pour son étude intitulée Beauty is in the eye of the beer holder (« La beauté est dans les yeux du buveur de bière[35] »), qui démontre que « les gens qui croient être saouls croient aussi être séduisants[36] ».
- Biologie et Astronomie : à une équipe de scientifiques de Suède, d'Afrique du Sud, d'Allemagne, d'Australie et du Royaume-Uni pour avoir montré que les scarabées bousiers, quand ils sont perdus, retrouvent leur chemin en regardant la Voie lactée.
- Physique : à une équipe de chercheurs italiens, français, russes, suisses et britanniques, qui ont montré que certaines personnes seraient physiquement capables de courir sur la surface d’un étang si celui-ci était sur la Lune.
- Chimie : à une équipe japonaise ayant découvert que le processus qui fait que les oignons font pleurer est plus compliqué que les scientifiques ne le pensaient.
- Paix : au président de la Biélorussie Alexandre Loukachenko pour avoir rendu illégale l'action d'applaudir et à la police du pays pour avoir arrêté un manchot, l'accusant d'avoir applaudi.
- Probabilité : à une équipe anglaise qui a démontré que plus une vache reste couchée, plus la probabilité qu'elle se relève augmente. De plus, ils ont démontré que lorsqu'une vache était debout, il est presque impossible de prédire facilement le moment où elle allait se coucher.
- Ingénierie de sécurité : à un Américain qui a créé une invention pour piéger les terroristes dans les avions, au moyen d'un système électromécanique qui piège les terroristes et les éjecte de l'appareil en vol.
- Archéologie : à des chercheurs canadiens qui ont étudié la dissolution des os dans un système digestif humain, en étudiant minutieusement leurs excréments après avoir avalé une musaraigne bouillie sans la mâcher.
- Santé Publique : à une équipe thaïlandaise pour son rapport sur « la gestion chirurgicale d'une épidémie d'amputation de pénis au Siam ». Les auteurs déconseillent l'application de leur technique quand le pénis a été partiellement mangé par un canard.
- Médecine : à Masateru Uchiyama, Xiangyuan Jin, Qi Zhang, Toshihito Hirai, Atsushi Amano, Hisashi Bashuda, et Masanori Niimi pour avoir évalué l'effet des opéras sur les souris qui ont eu des transplantations cardiaques.

## Prix décernés en 2014
La 24e cérémonie s'est tenue le 18 septembre 2014.
- Physique : à Kiyoshi Mabuchi, Kensei Tanaka, Daichi Uchijima et Rina Sakai (Japon) pour avoir mesuré la quantité de frottement entre une chaussure et une peau de banane, et entre une peau de banane et le sol, quand une personne marche sur une peau de banane posée sur le sol.
- Neurosciences : à Jiangang Liu, Jun Li, Lu Feng, Ling Li, Jie Tian et Kang Lee (Chine et Canada) pour avoir essayé de comprendre ce qui se passe dans le cerveau des gens qui voient le visage de Jésus dans un morceau de pain grillé.
- Psychologie : à Peter K. Jonason, Amy Jones et Minna Lyons (Australie, Royaume-Uni, États-Unis) pour avoir démontré que les gens qui se lèvent tard sont, en moyenne, plus narcissiques, plus manipulateurs, et plus psychopathes que les personnes qui se lèvent tôt.
- Santé publique : à Jaroslav Flegr, Jan Havlíček and Jitka Hanušova-Lindova et David Hanauer, Naren Ramakrishnan, Lisa Seyfried (République tchèque, Japon, Chine et Inde) pour leurs enquêtes visant à déterminer s’il est mentalement dangereux pour un être humain de posséder un chat.
- Biologie : à Vlastimil Hart, Petra Nováková, Erich Pascal Malkemper, Sabine Begall, Vladimír Hanzal, Miloš Ježek, Tomáš Kušta, Veronika Němcová, Jana Adámková, Kateřina Benediktová, Jaroslav Červený et Hynek Burda, (République tchèque, Allemagne, Zambie) pour avoir collecté des données précises montrant que quand les chiens défèquent et urinent, ils préfèrent aligner leur corps le long de l'axe du champ magnétique terrestre Nord-Sud.
- Art : à Marina de Tommaso, Michele Sardaro et Paolo Livrea (Italie) pour avoir mesuré la souffrance relative des gens regardant une peinture horrible, plutôt qu’une jolie peinture, pendant qu’on leur envoyait un rayon laser puissant (dans la main).
- Économie : à l'Institut national de statistiques de l’Italie (ISTAT) pour avoir « fièrement » pris la tête des pays qui ont répondu à la demande de l'Union européenne, adressée à chaque pays, visant à augmenter la taille de son économie nationale en intégrant les revenus de la prostitution, des ventes de drogues illégales, de la contrebande et d'autres transactions illégales entre participants volontaires. (Non réceptionné, décliné ?)
- Médecine : à Ian Humphreys, Sonal Saraiya, Walter Belenky et James Dworkin (États-Unis, Inde) pour le traitement de saignements du nez « incontrôlables » en utilisant la méthode consistant à farcir de tranches de bacon les cavités nasales.
- Sciences arctiques : à Eigil Reimers et Sindre Eftestøl (Norvège, Allemagne) pour avoir testé comment les caribous réagissent quand ils voient des hommes déguisés en ours polaires.
- Nutrition : à Raquel Rubio, Anna Jofré, Belén Martín, Teresa Aymerich et Margarita Garriga (Espagne) pour leur étude titrée « Analyse des propriétés de bactéries lactiques, isolées dans les selles de bébés et destinées au démarrage de cultures probiotiques potentielles de saucisses fermentées ».

## Prix décernés en 2015
La 25e cérémonie s'est tenue le 17 septembre 2015.
- Chimie : Callum Orlando et Colin Rason (Australie) pour l'invention d'une méthode permettant de dé-cuire partiellement des œufs. Le mélangeur vortex fluidique qui permet de liquéfier à nouveau le blanc d'œuf coagulé est utilisé pour augmenter l'efficacité du carboplatine, une molécule anticancéreuse utilisée notamment dans le traitement des cancers des ovaires et des cancers bronchiques[37].
- Physique : Patricia Yang et David Hu (États-Unis, Taiwan) pour avoir testé les principes biologiques qui régissent le fait que tous les mammifères vident leur vessie en 21 secondes (+/- 13 secondes)[38].
- Littérature : Mark Dingemanse, Francisco Torreira et Nick J. Enfield pour avoir découvert que le mot « euh » existait dans toutes les langues, sans que l'on ne sache très bien pourquoi.
- Management : Gennaro Bernile et P. Raghavendra Rau pour avoir découvert que de nombreux leaders du monde de l'entreprise ont développé un goût pour la prise de risque dans l'enfance, en ayant vécu des désastres naturels (tremblements de terre, éruptions volcaniques, tsunamis ou feux de forêt), sans qu'ils aient eu pour eux de graves conséquences.
- Économie : à la police de la métropole de Bangkok (Thaïlande) pour avoir offert de l'argent aux agents de police qui refusaient les pots-de-vin.
- Médecine : à Hajime Kimata, Jaroslava Durdiaková, Natália Kamodyová, Tatiana Sedláčková, Gabriela Repiská, Barbara Sviežená et Gabriel Minárik pour avoir mené des expériences sur les bénéfices biomédicaux ou les conséquences biomédicales d'échanges intenses de baisers.
- Mathématiques : à Elisabeth Oberzaucher et Karl Grammer pour avoir tenté d'utiliser des techniques mathématiques pour déterminer comment le roi du Maroc Moulay Ismael a pu engendrer 888 enfants entre 1697 et 1727.
- Biologie : à Bruno Grossi, Omar Larach, Mauricio Canals, Rodrigo A. Vásquez et José Iriarte-Díaz pour avoir observé que, lorsqu'on attache un bâton lesté à l'arrière-train d'un poulet, celui-ci marche d'une manière similaire à celle dont on pense que marchaient les dinosaures[39].
- Diagnostic médical : à Diallah Karim (Canada, Royaume-Uni), Anthony Harnden (Nouvelle-Zélande, Royaume-Uni, États-Unis), Nigel D'Souza (Bahreïn, Belgique, Dubai, Inde, Afrique Du Sud, États-Unis, Royaume-Uni), Andrew Huang (Chine, Royaume-Uni), Abdel Kader Allouni (Syrie, Royaume-Uni), Helen Ashdown (Royaume-Uni), Richard J. Stevens (Royaume-Uni), et Simon Kreckler (Royaume-Uni), pour avoir déterminé qu'il était possible de diagnostiquer de façon fiable l'appendicite en transportant le patient dans une voiture franchissant des ralentisseurs.
- Physiologie et Entomologie : décerné conjointement à deux personnes, Justin Schmidt (États-Unis, Canada) pour avoir minutieusement créé une échelle, l'échelle de la douleur de piqûre de Schmidt, qui évalue la douleur relative que ressent une personne quand elle est piquée par des insectes divers, et à Michael L. Smith (États-Unis, Royaume-Uni, Pays-Bas) pour s'être soigneusement fait piquer de façon répétée par des abeilles à 25 endroits différents de son corps afin de déterminer quels endroits étaient les moins et les plus douloureux.

## Prix décernés en 2016
La 26e cérémonie s'est tenue le 22 septembre 2016.
- Reproduction : Ahmed Shafik (Égypte) pour l'étude des effets du port de pantalon en polyester, en coton ou en laine sur la vie sexuelle des rats, et pour avoir conduit des tests similaires chez l'Homme.
- Économie : Mark Avis, Sarah Forbes et Shelagh Ferguson (Nouvelle-Zélande, Royaume-Uni) pour l'étude de la personnalité des pierres, du point de vue de la vente et du marketing.
- Physique : Gábor Horváth, Miklós Blahó, György Kriska, Ramón Hegedüs, Balázs Gerics, Róbert Farkas, Susanne Åkesson, Péter Malik et Hansruedi Wildermuth (Hongrie, Espagne, Suède, Suisse) pour avoir découvert que les chevaux au crin blanc étaient les moins dérangés par les mouches, et pour avoir découvert pourquoi les libellules sont attirées par les tombes noires.
- Chimie : Volkswagen (Allemagne) pour avoir résolu le problème de l'émission excessive de pollution des automobiles par la réduction automatique et électromécanique de ces émissions durant les tests.
- Médecine : Christoph Helmchen, Carina Palzer, Thomas Münte, Silke Anders, et Andreas Sprenger (Allemagne) pour avoir découvert qu'il est possible de faire passer une démangeaison sur le côté gauche du corps en se regardant dans le miroir et en se grattant le côté droit (et vice versa).
- Psychologie : Evelyne Debey, Maarten De Schryver, Gordon Logan, Kristina Suchotzki, et Bruno Verschuere (Belgique, Pays-Bas, Allemagne, Canada, États-Unis) pour avoir demandé à 1 000 menteurs à quelle fréquence ils mentaient, et pour avoir décidé s'il fallait croire ces réponses ou non.
- Paix : Gordon Pennycook, James Allan Cheyne, Nathaniel Barr, Derek Koehler, et Jonathan Fugelsang (Canada, États-Unis) pour leur étude scolaire ayant pour nom « Sur la réception et la détection de la connerie pseudo-profonde ».
- Biologie : Charles Foster (Grande-Bretagne) pour avoir vécu dans la nature comme un blaireau, un renard, un cerf et un oiseau ; et à Thomas Thwaites pour avoir créé des prothèses de jambes pour lui permettre de se déplacer et de passer son temps à paître en compagnie de chèvres.
- Littérature : Fredrik Sjöberg (Suède) pour son travail autobiographique en trois volumes traitant de son plaisir à collectionner des mouches mortes et des mouches qui ne sont pas mortes.
- Perception : Atsuki Higashiyama et Kohei Adachi (Japon) pour leur étude sur la façon dont les choses se voient différemment lorsqu'elles sont regardées en se penchant entre les jambes.

## Prix décernés en 2017
La 27e cérémonie s'est tenue le 14 septembre 2017.
- Physique : au physicien français Marc-Antoine Fardin, pour son étude sur les chats, pour déterminer s'ils sont ou non liquides[40].
- Obstétrique : à une équipe espagnole pour déterminer si les fœtus écoutent mieux la musique diffusée par le ventre ou par le vagin et au docteur Marisa López-Teijón pour avoir créé un appareil (Babypod) destiné à diffuser de la musique par le vagin d'après la conclusion de l'étude.
- Paix : à une équipe suisse, canadienne et hollandaise pour démontrer que jouer du didgeridoo permet aux personnes souffrant d'apnée obstructive du sommeil d'améliorer leur état.
- Anatomie : au médecin britannique James Healthcote pour avoir déterminé que la gravité est la cause de la grande taille des oreilles chez les hommes âgés.
- Dynamique des fluides : à Jiwon Han, pour son étude de la dynamique des ballottements des liquides, afin de comprendre ce qui se passe quand une personne marche à reculons en portant une tasse de café[41]. (Voir aussi : #Prix décernés en 2012).
- Médecine : à une équipe française de neurosciences pour leurs études sur les structures cérébrales impliquées dans l’aversion à certains fromages (roquefort, parmesan, tomme, cheddar et chèvre)
- Nutrition : à l'équipe dirigée par Enrico Bernard (département de zoologie de l’Université du Pernambouc, Recife, Brésil) pour une étude montrant que les chauves-souris vampires se nourrissent de sang humain.
- Biologie : à une équipe formée de deux Japonais, d'un Brésilien et d'un Suisse pour avoir démontré l'existence d'un pénis chez le représentant femelle des insectes du genre Neotrogla et d'un vagin chez le représentant mâle[42].
- Cognition : à une équipe de psychologues italiens de l’Université de Rome qui ont démontré que les jumeaux homozygotes ne savaient pas distinguer leur propre visage de celui de leur frère.
- Économie : à Matthew Rockloff et Nancy Greer, qui ont étudié l'effet qu'a l'exposition à un crocodile vivant sur les individus qui utilisent des machines à sous.

## Prix décernés en 2018
La 28e cérémonie s'est tenue le 13 septembre 2018.
- Médecine : à Marc Mitchell et David Wartinger pour avoir utilisé des montagnes russes pour essayer de faire passer plus rapidement des calculs rénaux[43].
- Anthropologie : à Tomas Persson, Gabriela-Alina Sauciuc et Elainie Madsen, pour avoir montré que, dans un zoo, les chimpanzés imitent les humains, presque aussi souvent et presque aussi bien que les humains imitent les chimpanzés[44].
- Biologie : à Paul Becher, Sebastien Lebreton, Erika Wallin, Erik Hedenstrom, Felipe Borrero-Echeverry, Marie Bengtsson, Volker Jorger et Peter Witzgall pour avoir démontré que des experts en œnologie étaient capables d'identifier de façon fiable à l'aide de leur odorat, la présence d'une seule mouche dans un verre de vin[45].
- Chimie : à Paula Romão, Adília Alarcão et César Viana, pour avoir mesuré à quel degré la salive humaine était un bon agent de nettoyage pour des surfaces sales[46].
- Éducation médicale : à Akira Horiuchi pour son article médical « la coloscopie en position assise : les enseignements de l'auto-coloscopie »[47].
- Littérature : à Thea Blackler, Rafael Gomez, Vesna Popovic et M. Helen Thompson, pour avoir montré que la plupart des gens qui utilisent des produits complexes ne lisent pas le manuel d'utilisation[48].
- Nutrition : à James Cole, pour avoir calculé qu'un régime cannibale à base de viande humaine était significativement plus bas en calories que la plupart des autres plats de viande traditionnels[49].
- Paix : à Francisco Alonso, Cristina Esteban, Andrea Serge, Maria-Luisa Ballestar, Jaime Sanmartín, Constanza Calatayud et Beatriz Alamar, pour avoir mesuré la fréquence, la motivation et les effets des cris et des injures lors de la conduite d'une automobile[50],[51].
- Médecine reproductive : à John Barry, Bruce Blank et Michel Boileau, pour l'utilisation de timbres-poste afin de tester si l'organe sexuel mâle fonctionne correctement dans leur étude « surveillance de la tumescence nocturne du pénis avec des timbres »[52].
- Économie : à Lindie Hanyu Liang, Douglas Brown, Huiwen Lian, Samuel Hanig, D. Lance Ferris et Lisa Keeping, pour avoir cherché à déterminer s'il est efficace pour des employés d'utiliser des poupées vaudou pour se venger d'un patron abusif[53].

## Prix décernés en 2019
La cérémonie s'est tenue le 12 septembre 2019.
- Médecine : à Silvano Gallus, pour avoir rassemblé des preuves sur le fait que les pizzas peuvent protéger contre les maladies et la mort ; à condition que la pizza soit fabriquée et mangée en Italie.
- Éducation médicale : à Karen Pryor et Theresa McKeon, pour avoir utilisé une technique simple destinée à l'éducation des animaux - technique dite de « l'entraînement par clic » - pour former des chirurgiens à la chirurgie orthopédique.
- Biologie : à Ling-Jun Kong, Herbert Crepaz, Agnieszka Górecka, Aleksandra Urbanek, Rainer Dumke, et Tomasz Patere, pour avoir découvert que, soumis à un champ magnétique, des cafards morts se comportent différemment de cafards vivants[55].
- Anatomie : à Roger Mieusset et Bourras Bengoudifa, pour avoir mesuré l’asymétrie de la température du scrotum chez des facteurs, nus ou habillés, en France.
- Chimie : à Shigeru Watanabe, Mineko Ohnishi, Kaori Imai, Eiji Kawano, et Seiji Igarashi pour avoir estimé le volume total de salive produit quotidiennement par un enfant de 5 ans.
- Ingénierie : à Iman Farahbakhsh, pour l'invention d'une machine à changer les couches des bébés.
- Économie : à Habip Gedik, Timothy A. Voss, et Andreas Voss, pour avoir conduit des tests destinés à déterminer dans quel pays les billets de banques étaient le plus susceptibles de transmettre des bactéries nocives.
- Paix : à Ghada A. bin Saif, Alexandru Papoiu, Liliana Banari, Francis McGlone, Shawn G. Kwatra, Yiong-Huak Chan, et Gil Yosipovitch pour avoir essayé de mesurer le degré de plaisir généré lorsque l'on se gratte une démangeaison.
- Psychologie : à Fritz Strack, pour avoir découvert que tenir son stylo dans sa bouche provoque un sourire, ce qui rend plus heureux, puis pour avoir découvert que finalement ce n'est pas le cas.
- Physique : à Patricia Yang, Alexander Lee, Miles Chan, Alynn Martin, Ashley Edwards, Scott Carver, et David Hu pour avoir découvert comment et pourquoi les wombats font des crottes cubiques.

## Prix décernés en 2020
La cérémonie s'est tenue le 17 septembre 2020. En raison du Covid-19 la cérémonie a eu lieu en visio-conférence.
- Acoustique : Stephan Reber, Takeshi Nishimura, Judith Janisch, Mark Robertson et Tecumseh Fitch pour avoir introduit un alligator de Chine dans une pièce étanche remplie d'air enrichi à l'hélium afin d'étudier les changements dans la fréquence de ses vocalisations[57].

- Psychologie : Miranda Giacomin et Nicholas Rule pour avoir établi une méthode pour identifier les personnes narcissiques à partir de la forme de leurs sourcils[58].

- Paix : Les gouvernements indien et pakistanais pour avoir envoyé leurs diplomates sonner aux portes de leurs ambassades réciproques au milieu de la nuit avant de partir en courant[59].

- Physique : Ivan Maksymov and Andriy Pototsky pour avoir étudié les effets des vibrations à haute fréquence sur la forme des vers de terre[60].

- Économie : Christopher Watkins, Juan David Leongómez, Jeanne Bovet, Agnieszka Żelaźniewicz, Max Korbmacher, Marco Antônio Corrêa Varella, Ana Maria Fernandez, Danielle Wagstaff et Samuela Bolgan pour s'être penché sur le lien entre le PIB et les inégalités socio-économiques d'un pays en fonction de la fréquence du baiser sur la bouche dans ce pays[61].

- Management : Xi Guang-An, Mo Tian-Xiang, Yang Kang-Sheng, Yang Guang-Sheng et Ling Xian Si, 5 tueurs à gage professionnels ayant chacun délégué la tâche au suivant. En définitive, l'assassinat n'a pas été réalisé.

- Entomologie : Richard Vetter pour avoir mis en évidence le fait que beaucoup d'entomologistes ont peur des araignées (qui ne sont pas des insectes)[62].

- Médecine : Nienke Vulink, Damiaan Denys et Arnoud van Loon pour avoir décrit la misophonie, un trouble peu connu rendant insupportables certains sons anodins comme, par exemple, le son de la mastication d'une personne[63],[64].

- Éducation médicale : Jair Bolsonaro du Brésil, Boris Johnson du Royaume-Uni, Narendra Modi d'Inde, Andrés Manuel López Obrador du Mexique, Alexandre Loukachenko de Biélorussie, Donald Trump des États-Unis, Recep Tayyip Erdogan de Turquie, Vladimir Poutine de Russie et Gurbanguly Berdimuhamedow du Turkménistan pour avoir profité de la pandémie de Covid-19 pour démontrer que les politiciens pouvaient avoir un effet beaucoup plus immédiat sur la vie et la mort que les scientifiques ou les médecins. Alexandre Loukachenko a donc reçu son deuxième prix Ig Nobel, le premier étant celui de la paix en 2013.

- Science des matériaux : Metin Eren, Michelle Bebber, James Norris, Alyssa Perrone, Ashley Rutkoski, Michael Wilson et Mary Ann Raghanti pour avoir démontré qu'un couteau fabriqué à partir d'excréments humains congelés n'est pas efficace[65].

## Prix décernés en 2021
La cérémonie s'est tenue le 9 septembre 2021.
- Biologie : Susanne Schötz pour avoir analysé les variations de ronronnements, gazouillis, sifflements, hurlements, grognements, miaulements et autres modes de communication entre chat et humain.
- Écologie : Leila Satari, Alba Guillén, Àngela Vidal-Verdú et Manuel Porcar, pour avoir utilisé l'analyse génétique pour identifier les différentes espèces de bactéries qui résident dans les chewing-gum jetées sur les trottoirs de divers pays.
- Chimie : Jörg Wicker, Nicolas Krauter, Bettina Derstroff, Christof Stönner, Efstratios Bourtsoukidis, Achim Edtbauer, Jochen Wulf, Thomas Klüpfel, Stefan Kramer et Jonathan Williams, pour avoir analysé l'air intérieur des salles de cinéma, afin de tester si les odeurs produites par un public indiquent de manière fiable les niveaux de violence, de sexe, de comportement antisocial, de consommation de drogue et de langage grossier dans le film que le public regarde.
- Économie : Pavlo Blavatskyy, pour avoir découvert que l'obésité des politiciens d'un pays peut être un bon indicateur de la corruption de ce pays[67],[68].
- Médecine : Olcay Cem Bulut, Dare Oladokun, Burkard Lippert et Ralph Hohenberger, pour avoir démontré que les orgasmes sexuels peuvent être aussi efficaces que les médicaments décongestionnants pour améliorer la respiration nasale.
- Paix : Ethan Beseris, Steven Naleway et David Carrier, pour avoir testé l'hypothèse selon laquelle les humains ont fait évoluer leur barbe pour se protéger des coups de poing au visage.
- Physique : Alessandro Corbetta, Jasper Meeusen, Chung-min Lee, Roberto Benzi et Federico Toschi, pour avoir mené des expériences pour comprendre pourquoi les piétons n'entrent pas constamment en collision avec d'autres piétons.
- Cinétique : Hisashi Murakami, Claudio Feliciani, Yuta Nishiyama et Katsuhiro Nishinari, pour avoir mené des expériences pour comprendre pourquoi les piétons entrent parfois en collision avec d'autres piétons.
- Entomologie : John Mulrennan, Jr., Roger Grothaus, Charles Hammond et Jay Lamdin, pour leur étude de recherche : « Une nouvelle méthode de contrôle des cafards sur les sous - marins ».
- Transport : Robin Radcliffe, Mark Jago, Peter Morkel, Estelle Morkel, Pierre du Preez, Piet Beytell, Birgit Kotting, Bakker Manuel, Jan Hendrik du Preez, Michele Miller, Julia Felippe, Stephen Parry et Robin Gleed, pour avoir déterminé par expérience s'il est plus sûr de transporter un rhinocéros en vol la tête en bas[incompréhensible].

## Prix décernés en 2022
La cérémonie s'est tenue le 15 septembre 2022, en visio-conférence à cause de la Covid-19.
- Cardiologie appliquée : Eliska Prochazkova, Elio Sjak-Shie, Friederike Behrens, Daniel Lindh, et Mariska Kret, pour avoir cherché et trouvé des preuves que, quand de nouveaux partenaires romantiques se rencontrent pour la première fois, et sont attirés l'un par l'autre, leurs battements de cœur se synchronisent[70].
- Littérature : Eric Martínez, Francis Mollica, et Edward Gibson, pour avoir analysé ce qui rend les documents juridiques inutilement difficiles à comprendre[71].
- Biologie :  Solimary García-Hernández et Glauco Machado, pour avoir étudié si et comment la constipation affectait les perspectives d'accouplement des scorpions[72].
- Médecine : Marcin Jasiński, Martyna Maciejewska, Anna Brodziak, Michał Górka, Kamila Skwierawska, Wiesław Jędrzejczak, Agnieszka Tomaszewska, Grzegorz Basak, et Emilian Snarski, pour avoir montré que, lorsque les patients subissent certaines formes de chimiothérapie toxique, ils souffrent moins d'effets secondaires nocifs lorsque de la crème glacée remplace un composant traditionnel de la procédure[73].
- Ingénierie : Gen Matsuzaki, Kazuo Ohuchi, Masaru Uehara, Yoshiyuki Ueno, et Goro Imura, pour essayer de découvrir comment les gens utilisent leurs doigts pour tourner un bouton de contrôle rotatif [74].
- Histoire de l'art : Peter de Smet et Nicholas Hellmuth pour leur étude « Une approche multidisciplinaire des scènes de lavement rectal rituel sur la poterie maya ancienne »[75].
- Physique : Frank Fish, Zhi-Ming Yuan, Minglu Chen, Laibing Jia, Chunyan Ji et Atilla Incecik, pour avoir essayé de comprendre comment les canetons parviennent à nager en formation[76].
- Paix : Junhui Wu, Szabolcs Számadó, Pat Barclay, Bianca Beersma, Terence Dores Cruz, Sergio Lo Iacono, Annika Nieper, Kim Peters, Wojtek Przepiorka, Leo Tiokhin et Paul Van Lange, pour avoir développé un algorithme pour aider les gens qui répandent les rumeurs à décider quand dire la vérité et quand mentir[77].
- Économie : Alessandro Pluchino, Alessio Emanuele Biondo et Andrea Rapisarda, pour avoir expliqué, mathématiquement, pourquoi le succès ne revient pas le plus souvent aux personnes les plus talentueuses, mais plutôt aux plus chanceuses[78].
- Ingénierie de la sécurité : Magnus Gens, pour avoir développé un mannequin d'essai de choc d'un élan[79],[80].

## Prix décernés en 2023
La cérémonie s'est tenue en ligne le 14 septembre 2023 ; les lauréats se sont rencontrés en personne le 11 novembre.
- Chimie et géologie : Jan Zalasiewicz (en), pour avoir expliqué pourquoi de nombreux scientifiques aiment lécher les cailloux[82].
- Littérature : Chris Moulin (en), Nicole Bell, Merita Turunen, Arina Baharin et Akira O'Connor pour avoir étudié les sensations qu'ont les gens quand ils répètent un seul mot un très, très, très, très, très, très, très grand nombre de fois[83].
- Ingénierie mécanique : Te Faye Yap, Zhen Liu, Anoop Rajappan, Trevor Shimokusu et Daniel Preston pour ranimer des araignées mortes de sorte à les utiliser comme outils mécanique de saisie[84].
- Santé publique : Seung-min Park, pour avoir inventé les toilettes de Stanford, un appareil qui utilise un grand nombre de technologies – dont une bandelette pour l'analyse des urines, un système de vision assistée par ordinateur pour analyser les excréments, un capteur de l'image du fessier couplé avec une caméra d'identification et un relais de télécommunications – permettant de monitorer et d'analyser rapidement les substances excrétées par les humains[85],[86],[87],[88].
- Communication : María José Torres-Prioris, Diana López-Barroso, Estela Càmara, Sol Fittipaldi, Lucas Sedeño, Agustín Ibáñez, Marcelo Berthier et Adolfo García, pour avoir étudié les activités mentales de personnes expertes pour parler à l'envers[89].
- Médecine : Christine Pham, Bobak Hedayati, Kiana Hashemi, Ella Csuka, Tiana Mamaghani, Margit Juhasz, Jamie Wikenheiser et Natasha Mesinkovska, pour avoir utilisé des cadavres afin de déterminer s'il y a le même nombre de poils dans les deux narines d'une personne[90].
- Nutrition : Homei Miyashita et Hiromi Nakamura, pour leurs expériences destinées à déterminer comment les baguettes et les pailles électriques peuvent changer le goût de la nourriture[91].
- Éducation : Katy Tam, Cyanea Poon, Victoria Hui, Wijnand van Tilburg, Christy Wong, Vivian Kwong, Gigi Yuen et Christian Chan, pour avoir étudié méthodiquement l'ennui chez les enseignants et les élèves[92],[93].
- Psychologie : Stanley Milgram, Leonard Bickman et Lawrence Berkowitz pour leurs expériences sur une rue en ville pour voir combien de passants s'arrêtent pour regarder en l'air quand ils voient des inconnus regarder en l'air[94].
- Physique : Bieito Fernández Castro, Marian Peña, Enrique Nogueira, Miguel Gilcoto, Esperanza Broullón, Antonio Comesaña, Damien Bouffard, Alberto C. Naveira Garabato et Beatriz Mouriño-Carballido, pour avoir évalué dans quelle mesure le mélange de l'eau des océans est affecté par l'activité sexuelle des anchois[95].

## Prix décernés en 2024
La cérémonie s'est tenue au MIT le 12 septembre 2024.
- Anatomie : Marjolaine Willems, Quentin Hennocq, Sara Tunon de Lara, Nicolas Kogane, Vincent Fleury, Romy Rayssiguier, Juan José Cortés Santander, Roberto Requena, Julien Stirnemann, and Roman Hossein Khonsari, pour avoir découvert qu'il y a plus de cheveux en spirale dans le sens inverse des aiguilles d'une montre dans l'hémisphère sud[97].
- Biologie : Fordyce Ely et William Petersen, pour avoir découvert qu'en plaçant un chat sur le dos des vaches et en faisant exploser des sacs en papier toutes les 10 secondes pendant deux minutes, celles-ci produisaient moins de lait[97].
- Chimie : Tess Heeremans, Antoine Deblais, Daniel Bonn et Sander Woutersen, pour avoir utilisé la chromatographie pour séparer les vers ivres et sobres dans le cadre de leurs recherches sur la science des polymères[97].
- Botanique : Jacob White et Felipe Yamashita, pour avoir découvert que la plante Boquila trifoliolata peut imiter les feuilles de plantes en plastique placées à côté d'elle, ce qui les a amenés à conclure que la « vision végétale » est plausible[97].
- Démographie : Saul Newman, pour avoir constaté que de nombreuses affirmations concernant l'existence de supercentenaires et d'autres records d'âge extrême proviennent de régions où la durée de vie est courte, où il n'y a pas d'actes de naissance et où les erreurs d'écriture et les fraudes à la retraite sont fréquentes[97].
- Médecine : Lieven Schenk, Tahmine Fadai et Christian Büchel, pour avoir découvert que les médicaments contrefaits qui provoquent des effets secondaires douloureux peuvent être plus efficaces chez les patients que les médicaments contrefaits qui ne provoquent pas d'effets secondaires douloureux[97].
- Paix : B. F. Skinner, pour son étude sur l'hébergement de pigeons vivants à l'intérieur de missiles pour les guider vers leurs cibles[97].
- Physique : James Liao, pour son étude de longue haleine sur la capacité d'une truite morte à nager[97].
- Physiologie : Takanori Takebe, pour avoir découvert que plusieurs mammifères peuvent respirer à travers leurs intestins en utilisant leur anus[97].
- Probabilité : Une équipe de cinquante chercheurs, principalement des Pays-Bas, pour avoir confirmé une prédiction de Persi Diaconis selon laquelle un pièce de monnaie lancée en l'air a plus de chances d'atterrir du côté d'où elle est partie, après une série de 350 757 lancers effectués par l'équipe[97].

## Personnes ayant reçu plusieurs prix Ig Nobel
- Jacques Benveniste ( France) : 1991 et 1998, chimie
- Joseph Keller ( États-Unis): 1999 et 2012, physique
- Toshiyuki Nakagaki ( Japon) : 2008, sciences cognitives et 2010, logistique des transports
- Alessandro Pluchino et Andrea Rapisarda ( Italie) : 2010, management et 2022, économie
- Alexandre Loukachenko ( Biélorussie) : 2013, paix, et 2020, éducation médicale
- David Hu (en) ( États-Unis) et Patricia Yang ( États-Unis et  Taïwan) : 2015 et 2019, physique